# Serpent Obscene
Serpent Obscene var ett svenskt death- och thrash metal-band från Rönninge. Bandet bildades 1997 och splittrades 2006. Bandets låttexter handlar om krig, ockultism och tortyr.

## Historia
Serpent Obcene bildades 1997. Banduppsättningen som bestod av sångaren Erik "Tormentor" Sahlström, gitarristerna Johan Thörngren och Nicklas Eriksson, basisten Rob Rocker och trummisen Jonas Eriksson hade spelat ihop i några år men bestämde sig året 1997 att satsa mer seriöst och spela in en demo-kassett. Bandets första demo, "Behold the beginning", släpptes i december samma år och trycktes upp i trehundra exemplar. Gruppens andra demo, "Massacre" gavs ut i januari, 1999. Demon innehöll tre spår, "Rapid Fire", "Evil Rites" och Terror from the sky", och gav bandet ett skivkontrakt med Necropolis Records. Bandets självbetitlade debutplatta spelades in i mars 2000, i Berno Studio, Malmö.
Året 2001 lämnade trummisen Jonas Eriksson bandet för att satsa på andra mål. Christofer "Chris Piss" Barkensjö (Kaamos och Grave) blev ny trummis i bandet. Gruppen återvände till Berno Studios i augusti 2001, för att spela in deras andra fullängdsalbum, "Devastation". Christofer "Chris Piss" Barkensjö lämnade dock bandet kort efter att bandet hade spelat in det andra albumet. Efter en lång tid av letande efter en ny trummis kom Jonas Eriksson tillbaka till bandet. Året 2003 började med att basisten Rob Rocker lämnade bandet. Skivbolaget Necropolis Records misslyckades med att ge ut bandets andra album, så bandet började att leta efter ett nytt skivbolag. På våren samma år skrev gruppen ett nytt skivkontrakt, med skivbolaget Black Lodge, som senare gav ut gruppens andra fullängdsalbum, "Devastation", den 27 oktober 2003. Samma år ersatte Jonny Putrid Rob Rocker som ny basist i bandet.
Efter två år gick Serpent Obsence, 2005, återigen in i Berno Studios för att spela in gruppens tredje fullängdsalbum, "Chaos Reign Supreme" som gavs ut den 21 april 2006. Gruppen fick även ett erbjudande att göra en Europaturné för att marknadsföra albumet, men tackade nej. Under sommaren 2006 splittrades bandet.

## Medlemmar
Senast kända banduppsättning
- Nicklas Eriksson – gitarr (1997–2006)
- Jonas Eriksson – trummor (1997–2001, 2004–2006)
- Johan Thörngren – gitarr (1997–2006)
- Tormentor (Erik Sahlström) – sång (1997–2006)
- Jonny Putrid – basgitarr (2004–2006)

Tidigare medlemmar
- Rob Rocker (Robin Kuusela) – basgitarr (1997–2003)
- Chris Piss (Christofer Barkensjö) – trummor (2001–2003)

## Diskografi
Demo
- 1997 – Behold the Beginning
- 1999 – Massacre

Studioalbum
- 2000 – Serpent Obscene
- 2003 – Devastation
- 2006 – Chaos Reign Supreme